# Clostridium lundense
Clostridium lundense è una specie di batterio appartenente alla famiglia delle Clostridiaceae.